# Дымбовица

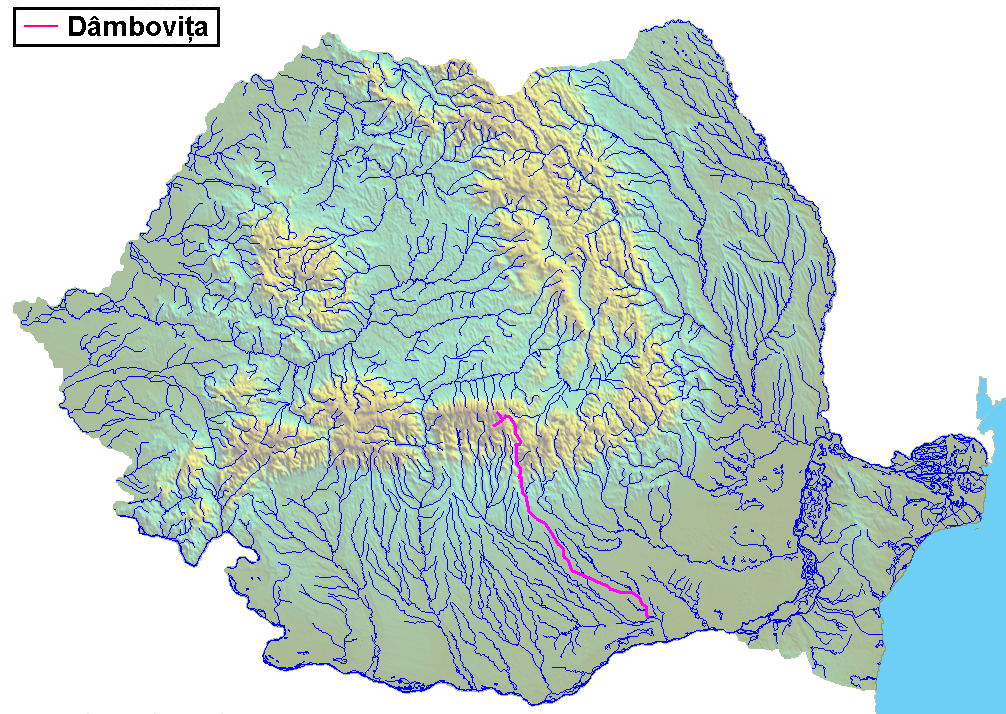
Дымбовица на карте Румынии

Ды́мбовица (рум. Dâmbovița) — река в Румынии. Исток — в горном массиве Фэгэраш. Впадает в реку Арджеш недалеко от города Будешты в уезде Кэлэрашь. Не судоходна. На реке Дымбовица расположена столица Румынии — Бухарест. Уезд Дымбовица и озеро Дымбовица названы по имени этой реки.
Дымбовица протекает через следующие города:
- Драгославеле (Dragoslavele)
- Малу-ку-Флорь (Malu cu Flori)
- Кындешти (Cândești)
- Вулкана-Бэй (Vulcana-Băi)
- Войнешти (Voinești)
- Мэнешти (Mănești)
- Драгомирешти (Dragomirești)
- Лукуени (Lucieni)
- Нучет (Nucet)
- Контешти (Contești)
- Лунгулецу (Lungulețu)
- Бухарест (București)
- Плэтэрешти (Plătărești)
- Василаци (Vasilați)
- Будешти (Budești)

|  |  |  |